# Laetare
Laetare, nombre que recibe el cuarto domingo de Cuaresma, según el calendario litúrgico de la mayoría de las Iglesias de ritos occidentales (incluyendo la Iglesia católica, la Iglesia anglicana, la Iglesia veterocatólica, y la Iglesia luterana).

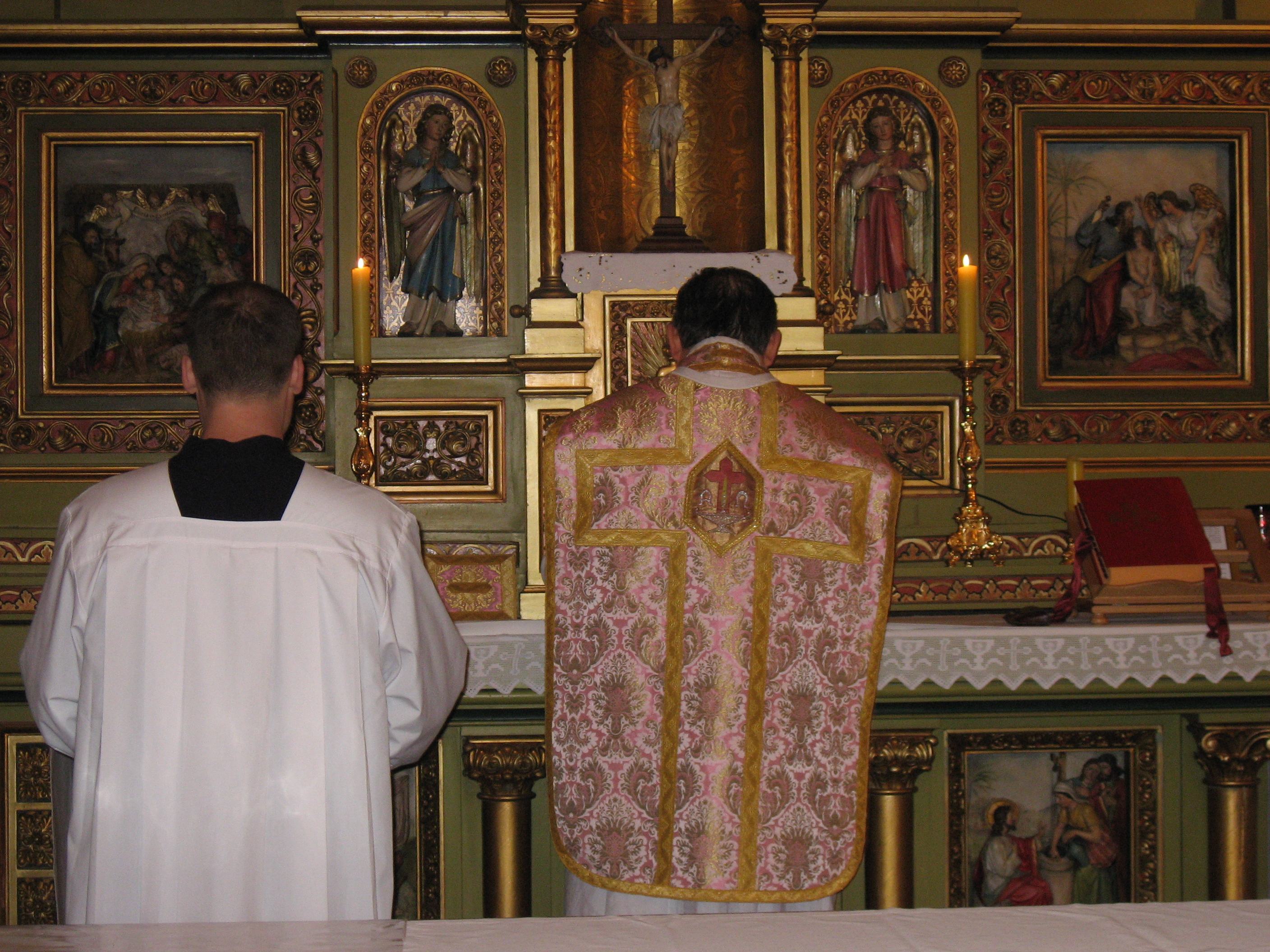
Misa Laetare. El sacerdote se reviste con casulla rosada.

Laetare quiere decir "alegraos". Se inicia así, pues debe entenderse como un descanso durante la Cuaresma, que representa el retiro por el cual pasó Jesucristo, durante cuarenta días.
El color litúrgico (usado en las vestiduras del sacerdote) correspondiente a este domingo es el rosado, al igual que el Gaudete en Adviento, no obstante, está permitido también usar el color morado, propio del tiempo de Cuaresma.